# Conchita Wurst
Thomas »Tom« Neuwirth, z umetniškim imenom Conchita Wurst, avstrijski pevec, * 6. november 1988, Gmunden, Avstrija. Conchita Wurst je zmagovalka Pesmi Evrovizije 2014.

## Življenjepis
Prvič se je javnosti predstavil leta 2007 v oddaji Starmania, leta 2011 pa se je vrnil v isto oddajo z imenom Conchita Wurst. V obeh sezonah je osvojil drugo mesto. Vse ljudi je že takrat pozival k strpnosti do drugačnih.  Nemška revija, ki je iskala dvajset najbolj čudnih ljudi sveta, je med te uvrstila tudi Conchito Wurst.
Za sodelovanje na Pesmi Evrovizije se je kot Conchita potegoval že leta 2012 in osvojil drugo mesto na nacionalnem izboru. Leta 2014 pa ga je nacionalna televizija ORF izbrala kot avstrijskega predstavnika za Pesem Evrovizije 2014.
Takoj po tej odločitvi so se nekateri ljudje uprli izboru. Ustvarjenih je bilo kar nekaj »anti-Wurst« organizacij in strani na Facebooku. Ko je Conchita izdala pesem, s katero bo zastopala Avstrijo, so se nasprotovanja polegla; po objavljeni pesmi je postala tudi glavni favorit za zmago na Pesmi Evrovizije 2014, kar se je kasneje tudi uresničilo. To je bila za Avstrijo prva zmaga po letu 1966.

## Skladbe
- 2012: "Unbreakable"
- 2012: "That's What I Am"
- 2014: "Rise like a phoenix"
- 2014: "Heroes"
- 2015: "You Are Unstoppable"